# Ice Queen
"Ice Queen" je drugi singl s albuma Mother Earth nizozemske simfonijske metal grupe Within Temptation. Ice Queen je njihova najpoznatija pjesma u Europi koja je proslavila album i sastav. Za pjesmu su snimljene dvije verzije glazbenog videa.